# Wereldkampioenschappen zwemmen 2009

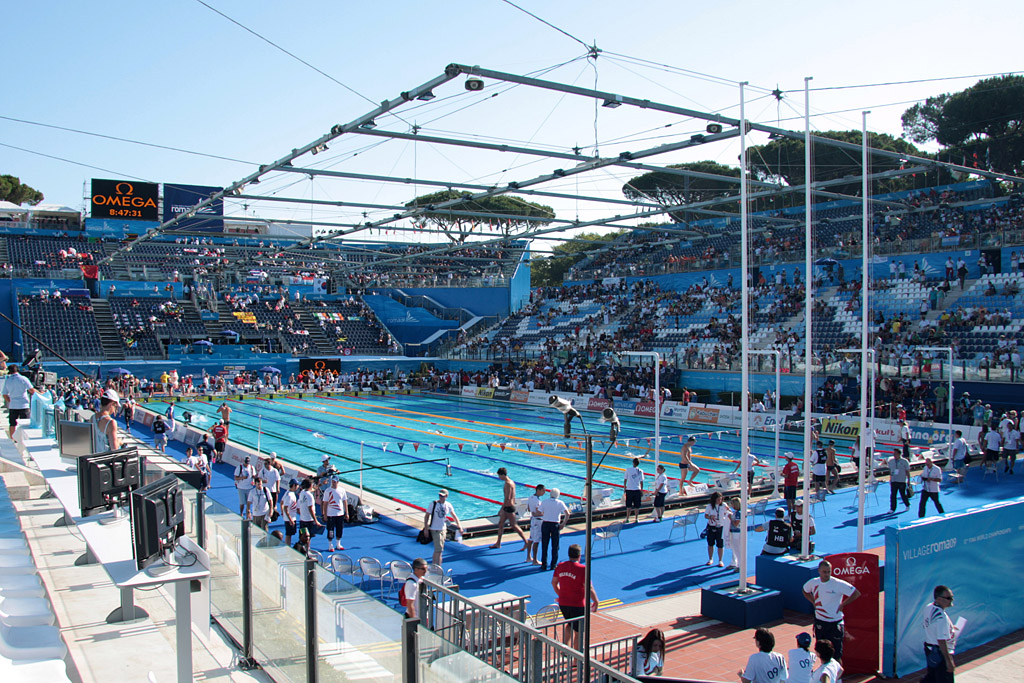
Olympisch zwembad in Foro Italico, plaats van het WK 2009

Zwemmen was een van de vijf sporten die deel uitmaakten van de Wereldkampioenschappen zwemsporten 2009, naast openwaterzwemmen, schoonspringen, synchroonzwemmen en waterpolo. De wedstrijden vonden plaats van 26 juli tot en met 2 augustus 2009 in Rome.

## Wedstrijdschema
Hieronder het geplande tijdschema van de wedstrijd, alle aangegeven tijdstippen zijn Midden-Europese Tijd.
| Series - vanaf 9:30 uur | | | |
| 100 m vlinder vrouwen 400 m vrij mannen 200 m wissel vrouwen 50 vlinder mannen 400 m vrij vrouwen 100 m school mannen 4×100 m vrij vrouwen 4×100 m vrij mannen                     | 100 rug vrouwen 200 m vrij mannen 100 m school vrouwen 100 m rug mannen 1500 m vrij vrouwen                                                                                      | 50 m school mannen 200 m vlinder mannen 200 m vrij vrouwen 800 m vrij mannen                                                                                                | 50 m rug vrouwen 100 m vrij mannen 200 m vlinder vrouwen 200 m wissel mannen                                                                                                  |
| Finales - vanaf 18:00 uur | | | |
| HF 100 m vlinder vrouwen F 400 m vrij mannen HF 200 m wissel vrouwen HF 50 vlinder mannen F 400 m vrij vrouwen HF 100 m school mannen F 4×100 m vrij vrouwen F 4×100 m vrij mannen | F 100 m school mannen F 100 m vlinder vrouwen HF 100 m rug mannen HF 100 m school vrouwen F 50 m vlinder mannen HF 100 m rug vrouwen HF 200 m vrij mannen F 200 m wissel vrouwen | F 200 m vrij mannen F 100 m rug vrouwen HF 50 m school mannen F 1500 m vrij vrouwen F 100 m rug mannen HF 200 m vrij vrouwen HF 200 m vlinder mannen F 100 m school vrouwen | HF 100 m vrij mannen HF 50 m rug vrouwen F 200 m vlinder mannen F 200 m vrij vrouwen F 50 m school mannen HF 200 m vlinder vrouwen HF 200 m wissel mannen F 800 m vrij mannen |

| Donderdag 30/07 | Vrijdag 31/07 | Zaterdag 01/08 | Zondag 02/08 |
| --- | --- | --- | --- |
| Series - vanaf 9:30 uur | | | |
| 100 m vrij vrouwen 200 m rug mannen 200 m school vrouwen 200 m school mannen 4×200 m vrij vrouwen | 50 m vrij mannen 50 m vlinder vrouwen 100 m vlinder mannen 200 m rug vrouwen 4×200 m vrij mannen 800 m vrij vrouwen                                                                                 | 50 m vrij vrouwen 50 m school vrouwen 50 m rug mannen 4×100 m wissel vrouwen 1500 m vrij mannen | 400 m wissel mannen 400 m wissel vrouwen 4×100 m wissel mannen                                                                                        |
| Finales - vanaf 18:00 uur | | | |
| HF 100 m vrij vrouwen F 200 m wissel mannen HF 200 m school vrouwen F 100 m vrij mannen F 200 m vlinder vrouwen HF 200 m school mannen F 50 m rug vrouwen HF 200 m rug mannen F 4×200 m vrij vrouwen | F 100 m vrij vrouwen F 200 m rug mannen HF 50 m vlinder vrouwen HF 50 m vrij mannen F 200 m school vrouwen HF 100 m vlinder mannen HF 200 m rug vrouwen F 200 m school mannen F 4×200 m vrij mannen | F 50 m vlinder vrouwen F 50 m vrij mannen F 200 m rug vrouwen HF 50 m school vrouwen F 100 m vlinder mannen HF 50 m vrij vrouwen HF 50 m rug mannen F 800 m vrije vrouwen F 4×100 m wissel vrouwen | F 50 m rug mannen F 50 m school vrouwen F 400 m wissel mannen F 50 m vrij vrouwen F 1500 m vrij mannen F 400 m wissel vrouwen F 4×100 m wissel mannen |

## Selecties

### Australië
De Australische zwembond selecteerde 41 zwemmers voor de WK in Rome, onder wie tien debutanten. Hoofdcoach was Alan Thompson.
Mannen
- Matthew Abood
- Leith Brodie
- Nick D'Arcy
- Ashley Delaney
- Tommaso D'Orsogna
- Nicholas Ffrost
- Robert Hurley
- Kenrick Monk
- Patrick Murphy
- Ryan Napoleon
- Kirk Palmer
- Stephen Parkes
- Adam Pine
- Kyle Richardson
- Brenton Rickard
- Christian Sprenger
- Hayden Stoeckel
- Eamon Sullivan
- Matt Targett
- Christopher Wright

Vrouwen
- Bronte Barratt
- Cate Campbell
- Merindah Dingjan
- Sophie Edington
- Blair Evans
- Sally Foster
- Ellen Fullerton
- Felicity Galvez
- Melissa Gorman
- Marieke Guehrer
- Samantha Hamill
- Belinda Hocking
- Sarah Katsoulis
- Meagen Nay
- Shayne Reese
- Stephanie Rice
- Jessicah Schipper
- Emily Seebohm
- Libby Trickett
- Tarnee White

### België
De Belgische zwembond selecteerde 18 zwemmers om België te vertegenwoordigen in Rome, 11 mannen en 8 vrouwen.
Mannen
- Bruno Claeys
- Mathieu Fonteyn
- Yoris Grandjean
- François Heersbrandt
- Corentin Poels
- Pierre-Yves Romanini
- Glenn Surgeloose
- Pholien Systermans
- Axel Vandevelde
- Tom Vangeneugden
- Stef Verachten

Vrouwen
- Kimberly Buys
- Annelies De Maré
- Fanny Lecluyse
- Elise Matthysen
- Jolien Sysmans
- Nina Van Koeckhoven
- Sascha Van den branden
- Elodie Vanhamme

### Duitsland
De Duitse zwembond (DSV) stuurde 22 zwemmers naar Rome: 13 mannen en 9 vrouwen
Mannen
- Paul Biedermann (Halle/Saale)
- Helge Meeuw (Frankfurt/Main)
- Thomas Rupprath (Rostock)
- Hendrik Feldwehr (Essen)
- Johannes Neumann (Riesa)
- Johannes Dietrich (Wiesbaden)
- Jan Wolfgarten (Würzburg)
- Felix Wolf (Potsdam)
- Marco Koch (Darmstadt)
- Clemens Rapp (Bad Saulgau)
- Steffen Deibler (Hamburg)
- Benjamin Starke (Berlin)
- Yannick Lebherz (Darmstadt)

Vrouwen
- Britta Steffen (Berlin)
- Daniela Samulski (Essen)
- Kerstin Vogel (Köln)
- Sarah Poewe (Wuppertal)
- Caroline Ruhnau (Essen)
- Daniela Schreiber (Halle/Saale)
- Petra Dallmann (Heidelberg)
- Isabelle Härle (Heidelberg)
- Annika Mehlhorn (Baunatal)

### Nederland
Technisch directeur Jacco Verhaeren heeft 14 zwemmers geselecteerd om Nederland te vertegenwoordigen in Rome, 5 mannen en 9 vrouwen.
Mannen
- Robin van Aggele
- Nick Driebergen
- Lennart Stekelenburg
- Joeri Verlinden
- Sebastiaan Verschuren

Vrouwen
- Inge Dekker
- Lia Dekker
- Chantal Groot
- Femke Heemskerk
- Saskia de Jonge
- Ranomi Kromowidjojo
- Moniek Nijhuis
- Hinkelien Schreuder
- Marleen Veldhuis

## Podia

### Mannen
| Onderdeel            | Goud                                                                      | Goud       | Zilver                                                                           | Zilver   | Brons                                                                    | Brons    |
| -------------------- | ------------------------------------------------------------------------- | ---------- | -------------------------------------------------------------------------------- | -------- | ------------------------------------------------------------------------ | -------- |
| Vrije slag           |                                                                           |            |                                                                                  |          |                                                                          |          |
| 50 m details         | César Cielo Filho Brazilië                                                | 21,08 CR   | Frédérick Bousquet Frankrijk                                                     | 21,21    | Amaury Leveaux Frankrijk                                                 | 21,25    |
| 100 m details        | César Cielo Filho Brazilië                                                | 46,91 WR   | Alain Bernard Frankrijk                                                          | 47,12    | Frédérick Bousquet Frankrijk                                             | 47,25    |
| 200 m details        | Paul Biedermann Duitsland                                                 | 1.42,00 WR | Michael Phelps Verenigde Staten                                                  | 1.43,22  | Danila Izotov Rusland                                                    | 1.43,90  |
| 400 m details        | Paul Biedermann Duitsland                                                 | 3.40,07 WR | Oussama Mellouli Tunesië                                                         | 3.41,11  | Zhang Lin China                                                          | 3.41,35  |
| 800 m details        | Zhang Lin China                                                           | 7.32,12 WR | Oussama Mellouli Tunesië                                                         | 7.35,27  | Ryan Cochrane Canada                                                     | 7.41,92  |
| 1500 m details       | Oussama Mellouli Tunesië                                                  | 14.37,28   | Ryan Cochrane Canada                                                             | 14.41,38 | Sun Yang China                                                           | 14.46,84 |
| Rugslag              |                                                                           |            |                                                                                  |          |                                                                          |          |
| 50 m details         | Liam Tancock Verenigd Koninkrijk                                          | 24,04 WR   | Junya Koga Japan                                                                 | 24,24    | Gerhard Zandberg Zuid-Afrika                                             | 24,34    |
| 100 m details        | Junya Koga Japan                                                          | 52,26 CR   | Helge Meeuw Duitsland                                                            | 52,54    | Aschwin Wildeboer Spanje                                                 | 52,64    |
| 200 m details        | Aaron Peirsol Verenigde Staten                                            | 1.51,92 WR | Ryosuke Irie Japan                                                               | 1.52,51  | Ryan Lochte Verenigde Staten                                             | 1.53,82  |
| Schoolslag           |                                                                           |            |                                                                                  |          |                                                                          |          |
| 50 m details         | Cameron van der Burgh Zuid-Afrika                                         | 26,67 WR   | Felipe França Brazilië                                                           | 26,76    | Mark Gangloff Verenigde Staten                                           | 26,86    |
| 100 m details        | Brenton Rickard Australië                                                 | 58,58 WR   | Hugues Duboscq Frankrijk                                                         | 58,64    | Cameron van der Burgh Zuid-Afrika                                        | 58,95    |
| 200 m details        | Dániel Gyurta Hongarije                                                   | 2.07,64    | Eric Shanteau Verenigde Staten                                                   | 2.07,65  | Giedrius Titenis Litouwen Christian Sprenger Australië                   | 2.07,80  |
| Vlinderslag          |                                                                           |            |                                                                                  |          |                                                                          |          |
| 50 m details         | Milorad Čavić Servië                                                      | 22,67      | Matt Targett Australië                                                           | 22,73    | Rafael Muñoz Spanje                                                      | 22,88    |
| 100 m details        | Michael Phelps Verenigde Staten                                           | 49,82 WR   | Milorad Čavić Servië                                                             | 49,95    | Rafael Muñoz Spanje                                                      | 50,41    |
| 200 m details        | Michael Phelps Verenigde Staten                                           | 1.51,51 WR | Paweł Korzeniowski Polen                                                         | 1.53,23  | Takeshi Matsuda Japan                                                    | 1.53,32  |
| Wisselslag           |                                                                           |            |                                                                                  |          |                                                                          |          |
| 200 m details        | Ryan Lochte Verenigde Staten                                              | 1.54,10 WR | László Cseh Hongarije                                                            | 1.55,24  | Eric Shanteau Verenigde Staten                                           | 1.55,36  |
| 400 m details        | Ryan Lochte Verenigde Staten                                              | 4.07,01    | Tyler Clary Verenigde Staten                                                     | 4.07,31  | László Cseh Hongarije                                                    | 4.07,37  |
| Vrije slag estafette |                                                                           |            |                                                                                  |          |                                                                          |          |
| 4x100 m details      | Verenigde Staten Michael Phelps Ryan Lochte Matt Grevers Nathan Adrian    | 3.09,21 CR | Rusland Jevgeni Lagoenov Andrej Gretsjin Danila Izotov Aleksandr Soechoroekov    | 3.09,52  | Frankrijk Fabien Gilot Alain Bernard Grégory Mallet Frédérick Bousquet   | 3.09,89  |
| 4x200 m details      | Verenigde Staten Michael Phelps Ricky Berens David Walters Ryan Lochte    | 6.58,55 WR | Rusland Nikita Lobintsev Michail Politsjoek Danila Izotov Aleksandr Soechoroekov | 6.59,15  | Australië Kenrick Monk Robert Hurley Tommaso D'Orsogna Patrick Murphy    | 7.01,65  |
| Wisselslag estafette |                                                                           |            |                                                                                  |          |                                                                          |          |
| 4x100 m details      | Verenigde Staten Aaron Peirsol Eric Shanteau Michael Phelps David Walters | 3.27,28 WR | Duitsland Helge Meeuw Hendrik Feldwehr Benjamin Starke Paul Biedermann           | 3.28,58  | Australië Ashley Delaney Brenton Rickard Andrew Lauterstein Matt Targett | 3.28,64  |

### Vrouwen
| Onderdeel            | Goud                                                                       | Goud        | Zilver                                                                     | Zilver     | Brons                                                                                 | Brons      |
| -------------------- | -------------------------------------------------------------------------- | ----------- | -------------------------------------------------------------------------- | ---------- | ------------------------------------------------------------------------------------- | ---------- |
| Vrije slag           |                                                                            |             |                                                                            |            |                                                                                       |            |
| 50 m details         | Britta Steffen Duitsland                                                   | 23,73 WR    | Therese Alshammar Zweden                                                   | 23,88      | Cate Campbell Australië Marleen Veldhuis Nederland                                    | 23,99      |
| 100 m details        | Britta Steffen Duitsland                                                   | 52,07 WR    | Francesca Halsall Verenigd Koninkrijk                                      | 52,87      | Libby Trickett Australië                                                              | 52,93      |
| 200 m details        | Federica Pellegrini Italië                                                 | 1.52,98 WR  | Allison Schmitt Verenigde Staten                                           | 1.54,96    | Dana Vollmer Verenigde Staten                                                         | 1.55,64    |
| 400 m details        | Federica Pellegrini Italië                                                 | 3.59,15 WR  | Joanne Jackson Verenigd Koninkrijk                                         | 4.00,60    | Rebecca Adlington Verenigd Koninkrijk                                                 | 4.00,79    |
| 800 m details        | Lotte Friis Denemarken                                                     | 8.15,92 CR  | Joanne Jackson Verenigd Koninkrijk                                         | 8.16,66    | Alessia Filippi Italië                                                                | 8.17,21    |
| 1500 m details       | Alessia Filippi Italië                                                     | 15.44,93 CR | Lotte Friis Denemarken                                                     | 15.46,30   | Camelia Potec Roemenië                                                                | 15.55,63   |
| Rugslag              |                                                                            |             |                                                                            |            |                                                                                       |            |
| 50 m details         | Zhao Jing China                                                            | 27,06 WR    | Daniela Samulski Duitsland                                                 | 27,23      | Gao Chang China                                                                       | 27,28      |
| 100 m details        | Gemma Spofforth Verenigd Koninkrijk                                        | 58,12 WR    | Anastasia Zoejeva Rusland                                                  | 58,18      | Emily Seebohm Australië                                                               | 58,88      |
| 200 m details        | Kirsty Coventry Zimbabwe                                                   | 2.04,81 WR  | Anastasia Zoejeva Rusland                                                  | 2.04,94 ER | Elizabeth Beisel Verenigde Staten                                                     | 2.06,39    |
| Schoolslag           |                                                                            |             |                                                                            |            |                                                                                       |            |
| 50 m details         | Joelia Jefimova Rusland                                                    | 30,09 WR    | Rebecca Soni Verenigde Staten                                              | 30,11      | Sarah Katsoulis Australië                                                             | 30,16      |
| 100 m details        | Rebecca Soni Verenigde Staten                                              | 1.04,93     | Joelia Jefimova Rusland                                                    | 1.05,41    | Kasey Carlson Verenigde Staten                                                        | 1.05,75    |
| 200 m details        | Nađa Higl Servië                                                           | 2.21,62     | Annamay Pierse Canada                                                      | 2.21,84    | Mirna Jukić Oostenrijk                                                                | 2.21,97    |
| Vlinderslag          |                                                                            |             |                                                                            |            |                                                                                       |            |
| 50 m details         | Marieke Guehrer Australië                                                  | 25,48       | Zhou Yafei China                                                           | 25,57      | Ingvild Snildal Noorwegen                                                             | 25,58      |
| 100 m details        | Sarah Sjöström Zweden                                                      | 56,06 WR    | Jessicah Schipper Australië                                                | 56,23      | Jiao Liuyang China                                                                    | 56,86      |
| 200 m details        | Jessicah Schipper Australië                                                | 2.03,41 WR  | Liu Zige China                                                             | 2.03,90    | Katinka Hosszú Hongarije                                                              | 2.04,28    |
| Wisselslag           |                                                                            |             |                                                                            |            |                                                                                       |            |
| 200 m details        | Ariana Kukors Verenigde Staten                                             | 2.06,15 WR  | Stephanie Rice Australië                                                   | 2.07,03    | Katinka Hosszú Hongarije                                                              | 2.07,46    |
| 400 m details        | Katinka Hosszú Hongarije                                                   | 4.30,31 CR  | Kirsty Coventry Zimbabwe                                                   | 4.32,12    | Stephanie Rice Australië                                                              | 4.32,29    |
| Vrije slag estafette |                                                                            |             |                                                                            |            |                                                                                       |            |
| 4x100 m details      | Nederland Inge Dekker Ranomi Kromowidjojo Femke Heemskerk Marleen Veldhuis | 3.31,72 WR  | Duitsland Britta Steffen Daniela Samulski Petra Dallmann Daniela Schreiber | 3.31,83    | Australië Libby Trickett Marieke Guehrer Shayne Reese Felicity Galvez                 | 3.33,01    |
| 4x200 m details      | China Yang Yu Zhu Qianwei Liu Jing Pang Jiaying                            | 7.42,08 WR  | Verenigde Staten Dana Vollmer Lacey Nymeyer Ariana Kukors Allison Schmitt  | 7.42,56    | Verenigd Koninkrijk Joanne Jackson Jazmin Carlin Caitlin McClatchey Rebecca Adlington | 7.45,51 ER |
| Wisselslag estafette |                                                                            |             |                                                                            |            |                                                                                       |            |
| 4x100 m details      | China Zhao Jing Chen Huijia Jiao Liuyang Li Zhesi                          | 3.52,19 WR  | Australië Emily Seebohm Sarah Katsoulis Jessicah Schipper Libby Trickett   | 3.52,58    | Duitsland Daniela Samulski Sarah Poewe Annika Mehlhorn Britta Steffen                 | 3.55,79    |

## Medailleklassement
| Plaats | Land                | Goud | Zilver | Brons | Totaal |
| 1      | Verenigde Staten    | 10   | 6      | 6     | 22     |
| 2      | Duitsland           | 4    | 4      | 1     | 9      |
| 3      | China               | 4    | 2      | 4     | 10     |
| 4      | Australië           | 3    | 4      | 9     | 16     |
| 5      | Italië              | 3    | 0      | 1     | 4      |
| 6      | Verenigd Koninkrijk | 2    | 3      | 2     | 7      |
| 7      | Hongarije           | 2    | 1      | 3     | 6      |
| 8      | Servië              | 2    | 1      | 0     | 3      |
| 8      | Brazilië            | 2    | 1      | 0     | 3      |
| 10     | Rusland             | 1    | 5      | 1     | 7      |
| 11     | Japan               | 1    | 2      | 1     | 4      |
| 12     | Tunesië             | 1    | 2      | 0     | 3      |
| 13     | Denemarken          | 1    | 1      | 0     | 2      |
| 13     | Zweden              | 1    | 1      | 0     | 2      |
| 13     | Zimbabwe            | 1    | 1      | 0     | 2      |
| 16     | Zuid-Afrika         | 1    | 0      | 2     | 3      |
| 17     | Nederland           | 1    | 0      | 1     | 2      |
| 18     | Frankrijk           | 0    | 3      | 3     | 6      |
| 19     | Canada              | 0    | 2      | 1     | 3      |
| 20     | Polen               | 0    | 1      | 0     | 1      |
| 21     | Spanje              | 0    | 0      | 3     | 3      |
| 22     | Oostenrijk          | 0    | 0      | 1     | 1      |
| 22     | Litouwen            | 0    | 0      | 1     | 1      |
| 22     | Noorwegen           | 0    | 0      | 1     | 1      |
| 22     | Roemenië            | 0    | 0      | 1     | 1      |
| Totaal | Totaal              | 40   | 40     | 42    | 122    |